# Étiquetage (illustration)
Vous pouvez aider à l'améliorer ou bien discuter des problèmes sur sa page de discussion.
- Il peut contenir un travail inédit ou des déclarations non vérifiées. Vous pouvez l’améliorer en ajoutant des références. (Marqué depuis mai 2018)

Vous pouvez aider à l'améliorer ou bien discuter des problèmes sur sa page de discussion.
- Il ne cite pas suffisamment ses sources. Vous pouvez indiquer les passages à sourcer avec {{référence nécessaire}} ou {{Référence souhaitée}}, et inclure les références utiles en les liant aux notes de bas de page. (Marqué depuis mai 2018)

- Archive Wikiwix
- Bing
- Cairn
- DuckDuckGo
- E. Universalis
- Gallica
- Google
- G. Books
- G. News
- G. Scholar
- Persée
- Qwant
- (zh) Baidu
- (ru) Yandex
- (wd) trouver des œuvres sur Wikidata

L’étiquetage ou labellisation consiste à apposer du texte et des images sur un objet dans le but d'en améliorer la présentation, de le personnaliser.

## Étiquettes et symboles utilisés sur les emballages
De nombreux types de symboles pour l'étiquetage des emballages sont normalisés aux niveaux national et international. Pour les emballages de consommation, des symboles existent pour les certifications de produit (telles que les marques FCC et TÜV), les marques déposées, la preuve d'achat, etc. Certaines exigences et symboles existent pour communiquer des aspects des droits et de la sécurité des consommateurs, par exemple le marquage CE ou le signe estimé qui note la conformité aux poids de l'UE et mesure les réglementations de précision. Les emballages alimentaires peuvent présenter des symboles de matériaux en contact avec les aliments. Dans l'Union européenne, les produits d'origine animale destinés à être consommés par l'homme doivent porter des marques d'identification CE et de santé de forme ovale pour des raisons de sécurité alimentaire et d'assurance qualité.
Les codes à barres, les codes de produit universels et les étiquettes RFID sont courants pour permettre une gestion automatisée des informations dans la logistique et la vente au détail. L'étiquetage du pays d'origine est souvent utilisé. Certains produits peuvent utiliser des codes QR ou des codes-barres matriciels similaires.

## Personnalisation d'undisque
La personnalisation de la face de présentation de CD et DVD a longtemps été laissée à des kits autocollants imprimables, à apposer sur le disque, ou sur son boîtier.
Certaines imprimantes permettent aussi d'imprimer directement sur les disques, à condition que ceux-ci soient dotés d'une surface imprimable (blanche ou argentée).
Les constructeurs se sont penchés sur la question d'un matériel unique permettant de répondre à ce besoin. Yamaha a développé le DiscT@2, permettant de graver des images sur la surface non utilisée lors de la gravure des données. Puis HP a fait l'annonce de la technologie LightScribe qui permet, en ayant le graveur et les disques compatibles, d'imprimer texte et images sur la face de présentation du disque, sans avoir recours à de l'encre. NEC propose de son côté une technologie similaire appelée LabelFlash. Pour l'instant, ces solutions de gravure d'étiquettes (ou labellisation) sont toutes uniquement monochromes.